# Сухиничі
Сухи́ничі (рос. Сухиничи) — місто (з 1840 року) в Росії, адміністративний центр Сухиницького району Калузької області. Вузол залізничних ліній (на Брянськ, Москву, Рославль, Тулу), має дві великі залізничні станції — Сухиничі-Головні і Сухиничі-Вузлові. Розташоване у Калузькій області, на лівому березі річки Бринь, за 5 км від автомагістралі Москва — Київ, за 105 км на північний захід від Калуги.

## Історія
Місто засноване наприкінці XVIII століття, але ніколи не було адміністративним центром, ніколи не мало статусу повітового міста і належить до числа тих дуже небагатьох російських міст, які вибудовувалися самі, завдяки розвитку господарського життя, а не були побудовані для військових або адміністративних потреб.
Ще до отримання статусу міста (1840 р.) село Сухиничі служило важливим перевалочним пунктом для таких товарів, як сало, прядиво, конопляна олія та інших, які прямували через нього до пристаней Волги і Західної Двіни. Торгівля становила в той час одну з характерних особливостей цього пункту. Через нього в одне тільки зимовий час проходило щороку від 6 до 10 тисяч завантажених підводів, а оборот цієї торгівлі дорівнював близько 25 мільйонів рублів.
Активний господарський розвиток на території району почався наприкінці XVIII — початку XIX століть, коли місто Сухиничі стало набувати важливого торговельного значення. У цей період побудовані всі основні збережені пам'ятки архітектури і містобудування. Відомі пам'ятки археології відносяться до першої половини першого тисячоліття нової ери — це кургани, городища, поселення.
Після проведення через Сухиничі двох залізниць (гілки Москва — Брянськ Московсько-Києво-Воронезької залізниці та гілки Данков — Смоленськ Рязано-Уральської залізниці) добробут міста, торгівля і промисловість отримали додатковий поштовх до розвитку. Таким чином, будучи пов'язаним з найближчими і більш віддаленими поселеннями, це містечко привертало до проживання дедалі більше населення, хоча і не мало статусу повітового. Навіть в перші роки після Жовтневої перевороту в Сухиничах щосуботи і щонеділі, як правило, були великі базари, а двічі на рік ярмарки, які мали популярність не тільки у прилеглих, але й досить віддалених поселеннях.

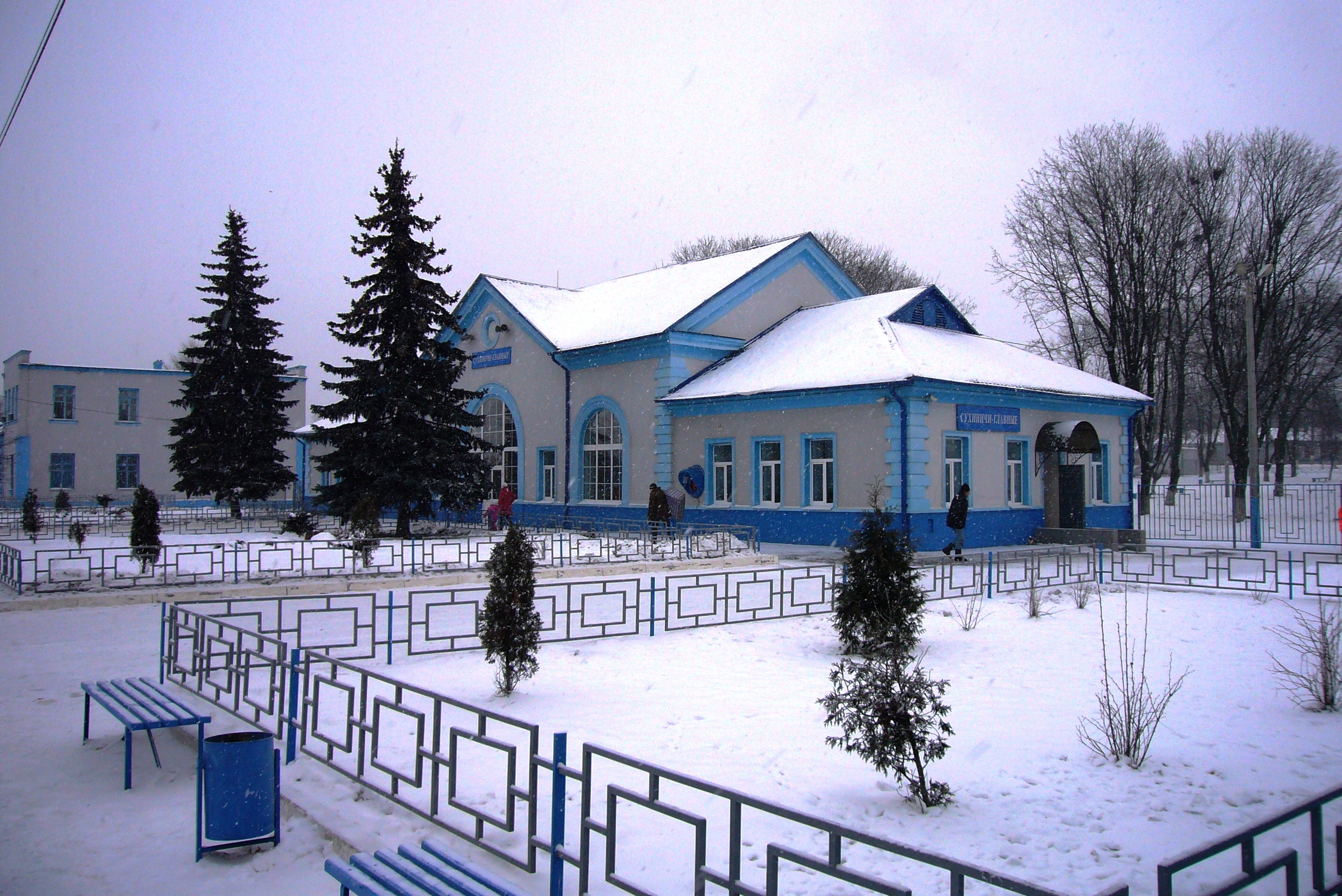
Сухиничі-Головні
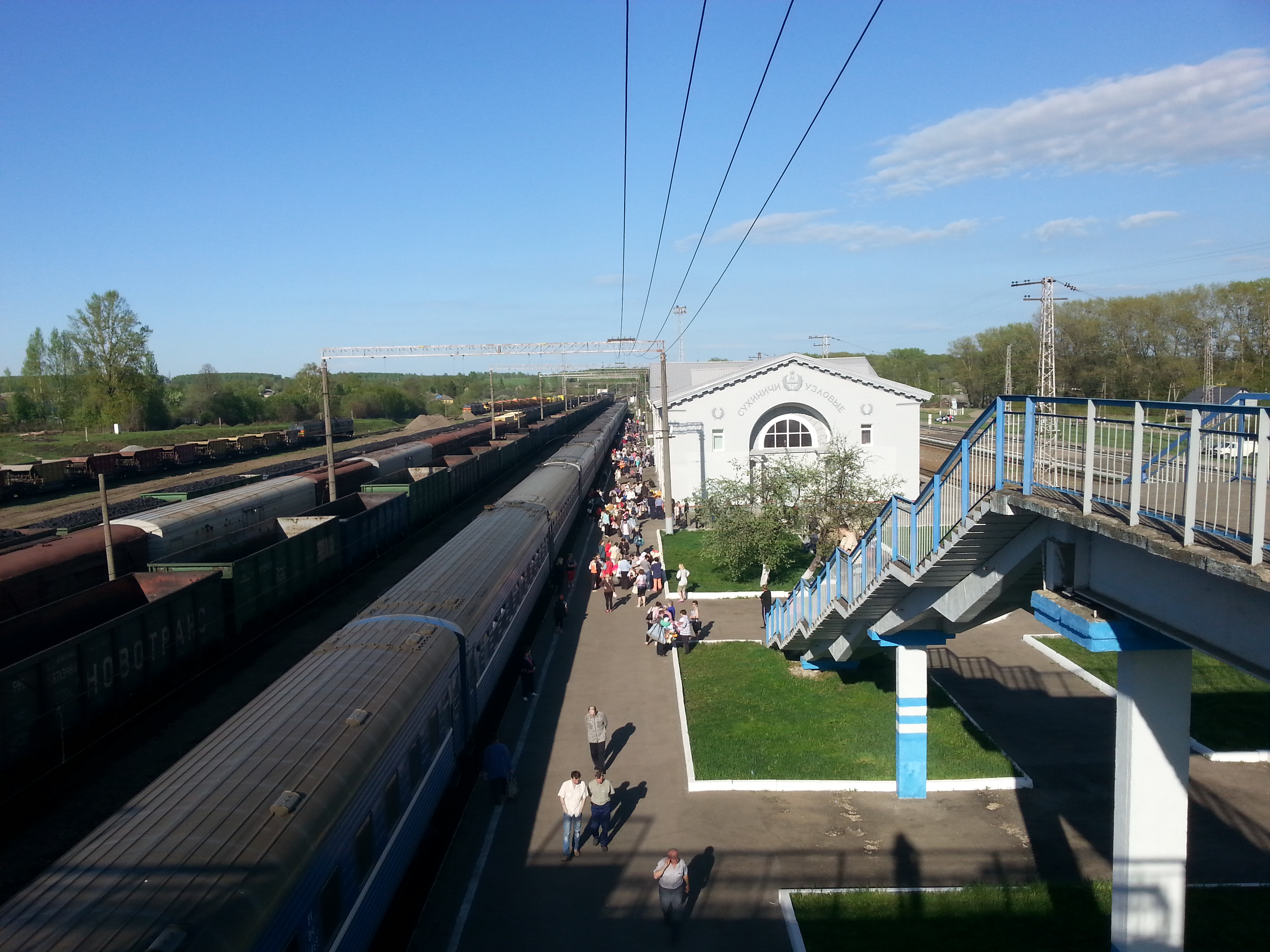
Сухиничі-Вузлові

У 1927 році місто стає центром новоутвореного Сухиницького повіту Калузької губернії.
З 1944 року місто в складі Калузької області.
У 1989 році, на його східній околиці, будується філія виробничого об'єднання «Москвич», де планувалося вже у 1993 році випустити дослідну партію нового «Москвича». І хоча завод так і не запрацював, у Сухиничах з'явився новий мікрорайон «Автозавод».
23 грудня 2006 року в Сухиничах встановлений пам'ятник військовому діячеві Костянтину Рокоссовському, який командував 16-ю армією під час звільнення міста в роки Другої світової війни.

## Економіка
- Столярні вироби
- Швейна промисловість
- Фабрика пластмасових виробів
- Підприємства залізничного транспорту
- Сушильний і молочний заводи
- Виробництво комбікорму

| Калузька область | Це незавершена стаття з географії Калузької області. Ви можете допомогти проєкту, виправивши або дописавши її. |

| Калузька область | Це незавершена стаття про Калузьку область. Ви можете допомогти проєкту, виправивши або дописавши її. |